# Bonnie Dasse
Bonnie Lee Dasse (Abilene, 22 luglio 1959) è un'ex pesista statunitense.
Alle Olimpiadi di Barcellona è stata trovata positiva ad un test antidoping al clenbuterolo e squalificata dalle competizioni.

## Palmarès
| Anno | Manifestazione | Sede       | Evento         | Risultato | Misura  | Note |
| ---- | -------------- | ---------- | -------------- | --------- | ------- | ---- |
| 1987 | Mondiali       | Roma       | Getto del peso | 18ª       | 17,68 m |      |
| 1988 | Olimpiadi      | Seul       | Getto del peso | 12ª       | 17,60 m |      |
| 1992 | Olimpiadi      | Barcellona | Getto del peso | dq        | dq      |      |